# コズミックボム
コズミックボム（欧字名:Cosmic Bomb、1944年 - 1969年または1970年）は、アメリカ産のサラブレッド競走馬で、2歳のときにアメリカの2歳戦としては最高賞金のアーリントンフューチュリティに優勝した。
種牡馬となったあとは産駒Federal Hillがルイジアナダービーに勝つなどしているが、後世の影響でみると、牝駒コスマー（1974年に「ケンタッキー州最優秀繁殖牝馬」に選出）を通じて米2・3歳・古牝馬チャンピオントスマー（Tosmah）や北米種牡馬チャンピオンのヘイロー（Halo）の母の父となり、名を残した。さらにヘイローの産駒サンデーサイレンスが競走馬・種牡馬として大成功し、サンデーサイレンスの「父の母の父」として日本の数多くの競走馬の血統表にその名が見える。

## デビューまで

### 生産者はタクシー業界の大人物
コズミックボムの生産者はジョン・D・ハーツという。オーストリアからの移民の子で、貧民から身を起こしてイリノイ州シカゴで「イエローキャブ」として知られるタクシー会社を創業し、大成功した人物である。ハーツははじめ、シカゴに近いトラウトバレー（Trout Valley）という地に農場を購入し、レオナハイツ牧場（Leona Heights Stock Farm）と名付けてサラブレッドの生産や育成をてがけた。
1927年に、当時未勝利馬だったレイカウントを1万2,500ドルで購入すると、翌年レイカウントはケンタッキーダービーやジョッキークラブゴールドカップを制し、アメリカの年度代表馬に選出された。ハーツは、レイカウントが現役を退いて種牡馬になるとき、最初はレオナハイツ牧場に繋養した。しかしイリノイ州は馬産地とは言い難く、配合相手にも恵まれなかった。そこでハーツは、ケンタッキー州でクレイボーンファームを営むハンコック（Arthur B. Hancock）のアドバイスを受け、レイカウントをクレイボーンファームに預託、さらにクレイボーンファームの隣接地300ヘクタールを買収、ストーナークリーク牧場（Stoner Creek Stud）を拓いた。ここで1940年にレイカウントの仔として生産したのが、1943年のアメリカ三冠馬カウントフリートである。
牧場はハーツの名義だったが、所有馬はすべて妻ファニー・ヘルツ名義で走らせており、実務は妻に委ねていたという。のちにカルメットファームを全米を代表するサラブレッドの拠点にしたウォーレン・ライト・シニアが、牧場経営をはじめるにあたり、ハーツの指導を受けたことが知られる。
（詳細はジョン・ダニエル・ハーツ・シニア参照）

### 父系は世界中で成功中のスピード血統
コズミックボムの父はファラモンドといって、イギリスからの輸入種牡馬である。ファラモンドは父ファラリス、母シリーンという血統で、2歳時には英国でミドルパークSに勝った。1歳上の全兄のシックル（1924年生まれ）とともにイギリスから輸入され、アメリカで成功した。1歳下の半弟ハンターズムーン（1926年生まれ、父ハリーオン）は競走馬としては大成しなかったが、血統をかわれて南米で種牡馬になり成功をおさめた。さらに3歳下の半弟ハイペリオン（1930年生まれ、父ゲインスボロー）は英国でダービーとセントレジャーに勝ち、種牡馬になると英国で種牡馬チャンピオン6回など大成功、巨大な父系を築くことになる。『サラブレッドの世界』の著者チャールズ・レスター准男爵は、この4兄弟の種牡馬成績について「もっとも移り気な批評家をも満足させるにちがいない」と評している。
シックルとファラモンドの全兄弟はいずれもアメリカで種牡馬として成功していた。シックルは1936年と1938年に北米種牡馬チャンピオンになり、ファラモンドも同様に成功していた。シックルの直系からは、ポリネシアンが1945年にプリークネスSに勝っている。しかしむしろ当時は産駒の勢いではファラモンドのほうが優勢で、メノウは1937年にフューチュリティSや米シャンペンSに勝ってアメリカ2歳牡馬チャンピオンになり、バイジミニー（By Jimminy）は1944年にアメリカンダービーなどに勝ちアメリカ3歳牡馬チャンピオンになっていた。

### 母系は14号族の分枝
母系は14号族の分枝で、Honoriaを祖とする14-fに属する。コズミックボムから見て6代前のGeheimnissは英国オークスの1882年の優勝馬である。3代母のHerodiasがアメリカに輸入され、その産駒Herodiasをハーツが購買してストーナークリーク牧場の繁殖牝馬とした。母Banish Fearの半姉Jezebelの産駒には、1943年にアーリントンフューチュリティに勝ったJezrahelがいる。Jezrahelの父はファラモンドであり、コズミックボムとは従兄弟でかつ4分の3の血統を同一とする。このほか、母Banish Fearの牝駒（父カウントフリート）は、のちにPrince John（ガーデンステートS優勝馬）を産んだ。

### 石油王の馬主と戦争馬名
1945年、本馬が1歳のときに競り市に上場され、ニューオーリンズの「石油王」ウィリアム・ジョージ・ヘリス・シニアが29,500ドルで落札した。大富豪のヘリスは毎年の競り市で気前よく金を使うことで知れ渡っている人物で、自分でもサラブレッドの生産牧場を経営する人物でもあった。翌年競走年齢に達した本馬は「Cosmic Bomb」と命名された。
当時は第二次世界大戦の末期で、アメリカの競走馬には戦争にちなむ馬名が目立っていた。「ニューヨーク・タイムズ」紙は、コズミックボムがアーリントンフューチュリティに優勝した翌日に「時代精神が反映した馬名」（A Horse by Any Name-Zeitgeist）という記事を掲載、戦時中の特徴的な馬名として「Western Front」（欧州戦線の西部戦線）、「Iwo Jima」（米軍が大戦中最大級の損害を出した戦地硫黄島）、「Bastogne」（欧州戦線終盤の激戦地バストーニュ）、「Russian Valor」（ロシア人の武勇）、「K.Ration」（戦闘糧食）などをあげている。1945年夏に世界最初の原子爆弾が広島に落ちた後は、原爆にちなんだ馬名が大量に出現、「Atomic」「Atom Bomb」などが登場した。
「ニューヨーク・タイムズ」の名物記者James Roachは、1946年の2歳馬のうち、太平洋戦争にちなんだ馬名の筆頭として「Suribachi」（硫黄島の激戦地、摺鉢山）をあげ、2番手に「Cosmic Bomb」（これも原爆にちなむ馬名）をあげている。さらに、後にコズミックボムの好敵手となる「Jet Pilot」も戦争に由来する馬名としてあげた。

## 競走馬として

### 生涯戦績
| 西暦   | 馬齢 | 出走 | 1着 | 2着 | 3着 | 4着以下 | 獲得賞金 |
| 1946   | 2歳  | 10   | 05  | 01  | 01  | 03      | $098,565 |
| 1947   | 3歳  | 16   | 06  | 03  | 02  | 05      | $149,325 |
| 1948   | 4歳  | 0    | 0   | 0   | 0   | 0       | $000,000 |
| 1949   | 5歳  | 01   | 0   | 01  | 0   | 0       | $001,000 |
| 通算   | 通算 | 27   | 11  | 05  | 03  | 08      | $248,890 |
| 出典： |      |      |     |     |     |         |          |

主な勝鞍と入着
- 1着
  - 1946年アーリントンフューチュリティ（Arlington Futurity、D6.0f）[2]
  - 1946年カウディンステークス（Cowdin S.）[2]
  - 1947年ディスカバリーハンデキャップ（Discovery H.）[2]
  - 1947年トレントンハンデキャップ（Trenton H.）[2]
  - 1947年ローマーハンデキャップ（Roamer H.）[2]
  - 1947年ローレンスリアライゼイション（Lawrence Realization）[2]
  - 1947年ドレクセルハンデキャップ（Drexel H.）[2]
- 2着
  - 1947年ジェロームハンデキャップ（Jerome H.）[2]
  - 1947年アメリカンダービー（American Derby）[2]
  - 1947年ピムリコスペシャル（Pimlico Special）[2]
- 3着
  - 1946年ハイドパークステークス（Hyde Park S.）[2]
  - 1947年アーリントンクラシック（Arlington Classic）[2]
  - 1947年ダービートライアルステークス（Derby Trial S.）[2]

### 1946年（2歳時）
| 馬齢                                                 | 年   | 月日  | 州 | 競馬場       | 競走名                  | 賞金総額 | 馬場・距離 ハロン(メートル) | 馬場・距離 ハロン(メートル) | 着順 | 1着馬(2着馬) | 出典          |
| ---------------------------------------------------- | ---- | ----- | -- | ------------ | ----------------------- | -------- | --------------------------- | --------------------------- | ---- | ------------ | ------------- |
| 2                                                    | 1946 | 05.24 | NY | ベルモント   | maiden                  | $4,000   | D05.0F                      | (1005)                      | 4    | Talispin     | [ 18 ] [ 19 ] |
|                                                      |      | 05.30 | NY | ベルモント   | allowance               | $4,000   | D05.0F                      | (1005)                      | 1    | (Pompeian)   | [ 20 ] [ 21 ] |
|                                                      |      | 06.18 | IL | アーリントン | allowance               | $5,000   | D05.5F                      | (1106)                      | 2    | Milkwagonjoe | [ 22 ] [ 23 ] |
|                                                      |      | 06.22 | IL | アーリントン | ハイドパークS           | $25,000  | D05.5F                      | (1106)                      | 3    | Colonel O'F  | [ 24 ] [ 25 ] |
|                                                      |      | 07.03 | IL | アーリントン | allowance               | $3,500   | D05.5F                      | (1106)                      | 1    | (Evident)    | [ 26 ] [ 27 ] |
|                                                      |      | 07.08 | IL | アーリントン | allowance               | $3,500   | D05.5F                      | (1106)                      | 1    | (Evident)    | [ 28 ] [ 1 ]  |
|                                                      |      | 07.13 | IL | アーリントン | アーリントンF           | $80,775  | D06.0F                      | (1207)                      | 1    | (Jet Pilot)  | [ 29 ] [ 5 ]  |
|                                                      |      | 08.24 | NY | サラトガ     | グランドユニオンホテルS | $10,000  | D06.0F                      | (1207)                      | 7    | Blue Border  | [ 30 ] [ 31 ] |
|                                                      |      | 08.31 | NY | サラトガ     | ホープフルS             | $46,450  | D06.5F                      | (1308)                      | ※    | Blue Border  | [ 32 ] [ 33 ] |
|                                                      |      | 09.14 | NY | アケダクト   | カウディンS             | $22,600  | D06.5F                      | (1308)                      | 1    | (Brabancon)  | [ 34 ] [ 35 ] |
| ※2位入線後、騎手が妨害行為をしたとして最下位に降着。 |      |       |    |              |                         |          |                             |                             |      |              |               |

コズミックボムは5月24日、ニューヨーク州ベルモント競馬場でダート5ハロン（約1005メートル）の未勝利戦（メイドン競走）で初出走、4着となった。翌週の2歳一般競走（アローワンス競走）では、ダート5ハロンを58秒4/5で走破、初勝利をあげた。イリノイ州アーリントン競馬場の一般競走（アローワンス競走）では、デイリーレーシングフォームによる前日予想の時点では「本日の推奨馬」1番手にあげられ、当日は単勝2.0倍（odds-on）の一番人気に推されたものの、ミルクワゴンジョー（Milkwagonjoe）に敗れ2着に終わった。
このあとコズミックボムは、3日後のハイドパークステークス（Hyde Park Stakes）に出走した。27,000人の観衆の前で行われたこの競走の本命馬は、エリザベス・アーデンのメインチャンス牧場の生産馬で、デビュー以来土つかずで4連勝中のジェットパイロット（Jet Pilot）、単勝は1.8倍になっていた。ところが勝ったのは単勝33.3倍の大穴カーネルオエフ（Colonel O'F）で、ジェットパイロットは5着に沈んだ。コズミックボムは勝馬から4馬身差の3着に滑り込んだ。
コズミックボムは7月3日、7月8日と一般競走を連勝、『シカゴ・トリビューン』紙のスポーツ記者Maurice Shevlinは、コズミックボムを“ウィリアム・ジョージ・ヘリス・シニア所有の今年の2歳馬では一番”、“立派な出自”（Royally bred）と評し、7月13日開催予定のアーリントンフューチュリティ（ダート6ハロン）で1.8倍の大本命になっていると報じた。
アーリントンフューチュリティは賞金総額が80,775ドルに達し、この年の2歳戦としては国内最高賞金となった。当日は3万人の大観衆が集まり、馬券売上は1,961,659ドルで、この開催で2番めの多額となった。「ニューヨーク・タイムズ」紙によれば、当日の観衆の多くがコズミックボムを軽視し、単勝は10.0倍までに倍率があがっていった。かわって本命に躍り出たのがジェットパイロットで2.6倍～3.5倍。逃げ馬のエデュケーション（Education）がこれに続き、3番人気はカーネルオエフ、続いてコズミックボムとなった。
スタートするとすぐにエデュケーションが先頭に立ち、最初の2ハロン（約402.3メートル）が22.0秒という「猛烈な」（torrid）ハイペースになった。ジェットパイロットがこれを2番手で追走、コズミックボムのシェルビー・クラーク騎手（Shelby Clark）はインコースの4、5番手につけた。向正面で先頭のエデュケーションにジェットパイロットが外から並びかけると、エデュケーションは踏ん張りがきかなくなって後退、かわって、後方にいたカーネルオエフが2番手に迫った。最終コーナーをまわって直線を向く頃にコズミックボムが進出、外から並びかけると、最後の直線はジェットパイロットとコズミックボム2頭が「しびれるような一騎打ち」（thrilling duel）を演じながら後続を引き離した。最後はコズミックボムが半馬身前に出てこの争いを制し、1着賞金65,875ドルを手にした。3番手以下は3馬身離されて5頭が団子状態で入線、写真判定の末にミルクワゴンジョーが3着になった。勝ち時計はダート6ハロン1分10秒4/5だった。
8月24日にはサラトガ競馬場でグランドユニオンホテルズステークス（Grand Union Hotel Stakes、ダート6ハロン）に出走、トップハンデ126ポンド（約57.2キログラム）ながら2番人気となるも、ブルーボーダー（Blue Border）によるレコード勝ちの前に着外に沈んだ。翌週、サラトガ競馬場の競走では最高額賞金のホープフルステークス（ダート6.5ハロン（約1307メートル））に2番人気で出走、ゴール前で本命馬のブルーボーダーとの叩き合いになり、5センチと差のない（「not more than two inches apart」）ハナ差の2番手で入線した。走破時計は17年前のトラックレコードと同タイムだった。ところが、ゴール前にある審判席の目の前で、コズミックボムのクラーク騎手がブルーボーダーの鞍下の布（saddle cloth）を掴んで妨害行為をしていたため、コズミックボムは2着賞金を与えられず（3位入線馬に与えられた）、クラーク騎手は即時騎乗停止になった（クラーク騎手は、妨害のため馬具を掴んだのではなく、ブルーボーダーが近すぎたので押しただけだ、と弁明した。）。その後に審議会が行われ、コズミックボムは着外、クラーク騎手は免許剥奪となった。
9月のカウディンステークス（ニューヨーク・アケダクト競馬場ダート6.5ハロン）には、トップハンデのコズミックボムに対し、同ハンデのアイウィル（I Will）やドナー（Donor）ほか、カーネルオエフ、ファランクス、ピースハーバー（Peace Harbor）らが揃った。コズミックボムはスタート直後には5番手から6番手に位置を下げたものの、向正面で3番手に押上げると、最後の直線でも伸びて優勝、アタマ差の2着にはカーネルオエフが入った。走破タイムは1分19秒4/5、馬主のヘリスは優勝賞金22,600ドルを手にした。
デイリーレーシングフォーム等の投票で決まる全米競走馬表彰では、2歳牝馬チャンピオンはベルモントフューチュリティを制したファーストフライト（First Flight|）、2歳牡馬チャンピオンはダブルジェイ（Double Jay）、牡馬牝馬あわせての2歳馬チャンピオンにはファーストフライトが選ばれた。コズミックボムは2歳牡馬部門の2位だった。ジョン・キャンベル（John Blanks Campbell）によるエクスペリメンタルハンデでは、全米2歳チャンピオンファーストフライト、全米2歳牡馬チャンピオンのダブルジェイとならび、この世代の首位にランクされた。「シカゴ・トリビューン」紙のMaurice Shevlinは、2歳馬では性差も考慮してトップフライトを首位とし、2位以下の牡馬は僅差としつつダブルジェイ、コズミックボム、ブルーボーダー、エデュケーション、アイウィル、ドナー、ジェットパイロットを列記、12月29日の記事ではアーリントン競馬場で開催された20の大レースのうちの代表格としてアーリントンフューチュリティのコズミックボムの名を挙げた。

### 1947年（3歳時）
| 馬齢 | 年   | 月日  | 州 | 競馬場             | 競走名                         | 賞金総額 | 馬場・距離 ハロン(メートル) | 馬場・距離 ハロン(メートル) | 着順 | 1着馬(2着馬)  | 出典          |
| ---- | ---- | ----- | -- | ------------------ | ------------------------------ | -------- | --------------------------- | --------------------------- | ---- | ------------- | ------------- |
| 3    | 1947 | 04.20 | NY | ジャマイカ         | ウッドメモリアルS（分割A）     |          | D08.5F                      | (1709)                      | 6    | Phalanx       | [ 47 ] [ 42 ] |
|      |      | 04.30 | KY | チャーチルダウンズ | ケンタッキーダービートライアル |          | D08.0F                      | (1609)                      | 3    | Faultless     | [ 48 ] [ 49 ] |
|      |      | 05.02 | KY | チャーチルダウンズ | ケンタッキーダービー           | $121,210 | D10.0F                      | (2011)                      | 5    | Jet Pilot     | [ 50 ] [ 51 ] |
|      |      | 05.10 | MD | ピムリコ           | プリークネスS                  | $138,130 | D09.5F                      | (1911)                      | 6    | Faultless     | [ 52 ] [ 53 ] |
|      |      | 06.28 | NY | アーリントン       | allowance                      | $3,500   | D08.0F                      | (1609)                      | 1    | (Leavenworth) | [ 54 ]        |
|      |      | 07.16 | NY | アーリントン       | Dick Welles H                  |          | D08.0F                      | (1609)                      | 5    | Fervent       | [ 55 ] [ 56 ] |
|      |      | 07.27 | NY | アーリントン       | アーリントンクラシック         | $94,800  | D10.0F                      | (2011)                      | 3    | But Why Not   | [ 57 ] [ 58 ] |
|      |      | 08.13 | IL | ワシントン         | ドレクセルH                    | $27,850  | D08.0F                      | (1609)                      | 1    | (Fervent)     | [ 59 ]        |
|      |      | 08.23 | IL | ワシントン         | アメリカンダービー             |          | D10.0F                      | (2011)                      | 2    | Fervent       | [ 60 ] [ 61 ] |
|      |      | 09.06 | NY | アケダクト         | ディスカバリーH                |          | D09.0F                      | (1810)                      | 1    | (Double Jay)  | [ 62 ] [ 63 ] |
|      |      | 09.24 | NY | ベルモント         | ジェロームH                    |          | D08.0F                      | (1609)                      | 2    | Donor         | [ 64 ]        |
|      |      | 09.30 | NY | ベルモント         | ローレンスリアライゼーション   |          | D13.0F                      | (2615)                      | 1    | (Phalanx)     | [ 65 ] [ 66 ] |
|      |      | 10.11 | NJ | ガーデンステート   | トレントンH                    | $50,000  | D09.0F                      | (1811)                      | 1    | (Double Jay)  | [ 67 ]        |
|      |      | 10.20 | NY | ジャマイカ         | ローマーH                      | $25,600  | D11.0F                      | (2212)                      | 1    | (Double Jay)  | [ 68 ]        |
|      |      | 10.31 | MD | ピムリコ           | ピムリコスペシャル             | $25,000  | D11.0F                      | (2212)                      | 2    | Fervent       |               |
|      |      | 11.08 | NY | ジャマイカ         | ウェストチェスターH            |          | D11.0F                      | (2212)                      | 6    | Bridal Flower |               |
| 。   |      |       |    |                    |                                |          |                             |                             |      |               |               |

#### シーズン前はダービー1番人気
3歳シーズン開幕に先立ち、各地でケンタッキーダービーの冬季前売り馬券が売り出される。ニューオーリンズで売り出された馬券では、コズミックボムは5対1（6.0倍）の本命となった。

#### 1947年前半期
注目を集めたコズミックボムは4月20日のウッドメモリアルステークス（ダート8.5ハロン）が今季の緒戦となった。この競走はケンタッキーダービーへ向けての前哨戦の一つとみなされており、開催中3歳馬にとって最も重要な一戦でもあった。登録馬が多数いたため競走は分割競走となり、コズミックボムはそのうち分割Aに出た。しかし勝ったのはファランクスで、コズミックボムは6着どまりだった。この敗戦でコズミックボムの前売り馬券は12対1（13.0倍）まで人気を落とした。その後ケンタッキー州へ移動、調教の様子が「追い切り　3ハロン 36秒 3/5」などと報じられた。本番のケンタッキーダービーの2日前にあたる4月30日にケンタッキーダービートライアル（ダート8.0ハロン）に出走、途中から先頭を逃げたダブルジェイをコズミックボムとフォルトレスが追走し、最後の直線に入ったところでは3頭の争いになった。まずダブルジェイが脱落、コズミックボムとフォルトレスの一騎打ちになったところ、4番手にいたスターリワード（Star Reward）が外から伸びてきて、最後はコズミックボムが遅れ、フォルトレスが1着、アタマ差2着にスターリワード、3馬身遅れてコズミックボムが3着でゴールした。このとき新聞各社はゴールを通過した後も各馬の走りを観察しており、コズミックボムが本番ケンタッキーダービーと同距離の10ハロンまで走った際のタイムを「2分7秒 1/5」と報じた。この時計はゴール通過後の2ハロンを全力で走ったものとはいえないものの、「時計がかかる馬場にしては好時計」（Good Time for Slow Track）と評されている。
5月3日のケンタッキーダービー当日、競馬場の公式発表による観衆は11万5,000人を超えた。観客の中には、大戦の英雄ハルゼー提督とウェインライト陸軍大将、大戦中のイギリス大使ハリファクス伯、フランス大使アンリ、ニューヨーク市議会議長ファーレー、それに美人女優アン・シェリダンやバーバラ・スタンウィック、モデルのジンクス・ファルケンバーグらもいた。馬券の売り上げは、この競走だけで125万ドルを超え、1日の全競走の馬券販売額は363万6,403ドルと、前年の360万8,208ドルを上回り競馬場の新記録となった。最終的な倍率は、ファランクスが2.0倍、ジェットパイロットが5.4倍、フォルトレスが6.3倍、オントラストが6.7倍と続き、コズミックボムは31.9倍で13頭中10番目まで人気を落とした。発馬寸前、単勝100倍で最低人気のジェットジェット（Jett-Jett）がゲートを破って放馬してしまうアクシデントがあり、発走は定刻より5分遅れになった。スタートするとそのジェットジェットが先頭に立って1馬身リードをとった。向正面まで行ったところでジェットジェットが遅れ始め、ジェットパイロットが先頭にかわった。2番手にオントラスト、3番手にコズミックボム、さらにダブルジェイが続き、フォルトレスは中団、本命ファランクスは最後方を追走となった。最終コーナーをまわって最後の直線を向くあたりで先頭のジェットパイロットのリードは1馬身から1馬身半、後方からあがってきたフォルトレスとファランクスがこれに迫った。しかし2頭の追撃を凌ぎ切り、ジェットパイロットが僅差で逃げ切った。アタマ差の2着にファランクス、クビ差3着にフォルトレスが入り、コズミックボムはこれらからは離されたものの後続には抜かせず5着に入った。
「ニューヨーク・タイムズ」紙は、ぬかるんだ馬場になったケンタッキーダービーで、向正面でジェットパイロットが先頭に立ったときに、先行していたコズミックボムがこれについていかなかったのが敗因だと分析、5月10日のプリークネスステークスを行うピムリコ競馬場（メリーランド州）では馬場が乾いており、コズミックボムにも逆転の機があると評した。前日の人気ではジェットパイロットとファランクスが2対1（3.0倍）で同率1位だったが、最終的にはファランクスに人気が集中して1.1倍となった。コズミックボムは26.2倍（6番人気タイ）。フォルトレスが優勝、1馬身差の2着にオントラスト、ファランクス3着、ジェットパイロット4着となり、コズミックボムは6着に終わった。

#### 1947年下半期
コズミックボムは5月31日の三冠最終戦ベルモントステークスには出走せず、アーリントン競馬場に戻って6月28日の一般戦（アローワンス）では109ポンド（約49.4キログラム）を背負って楽々と逃げ切り勝ちした。この競走から鞍上はスカーロック（Ovie Scurlock）騎手に乗り替わった。アーリントンクラシックステークスの前哨戦となる7月16日のディックウェルズハンデ（Dick Welles H）は負担重量が123ポンド（約55.8キログラム）に増え、単勝1.6倍で3連勝中の大本命ファーヴェント（Fervent）の前に5着、7月27日のアーリントンクラシック本番は勝馬から2馬身3/4差の3着に入った。
8月はアメリカンダービーを目指してイリノイ州シカゴ近郊のワシントン競馬場に移動、前哨戦のドレクセルハンデキャップはトラックレコードに3/5秒迫る1分35秒3/5の好時計でファーヴェントに2馬身差をつけて勝ち、本番の有力馬の一角に浮上した。結局出走馬はファランクス、ファーヴェントを含む4頭となり、アメリカンダービー（ダート、10ハロン＝約2011メートル）では1916年以降最少頭数での開催になった。ファランクスが1対1（2.0倍）の本命で、コスミックボムは5対2（3.5倍）となった。当日は時計の速い馬場になり、逃げたコスミックボムの通過タイムは最初の2ハロンが23秒4/5、4ハロンが47秒2/5、6ハロンが1分11秒1/5、8ハロンが1分35秒となった。最後の直線に入ると、逃げるコズミックボムにファーヴェントが並びかけ、叩き合いの末にクビ差でファーヴェントが優勝した。10ハロンの勝ち時計2分00秒4/5は、従来の記録を2/5秒更新するトラックレコードで、ウィスクブルームとカヴァーラップの全米記録に3/5秒差に迫るものだった。10馬身遅れた3着にファランクスが入った。
地元に戻り上半期の不振から調子を取り戻したコズミックボムは、9月6日のディスカヴァリーハンデでは、前年の2歳牡馬チャンピオンのダブルジェイが逃げ切ろうとするのを内からハナ差捉えて優勝、3着にファランクスが入った。9月24日のジェロームハンデキャップでは有力視され6対5（2.2倍）の本命となるも、トップハンデ126ポンド（約57.1キログラム）を背負わされ、115ポンド（52.1キログラム）の人気薄（15.0倍）ドナー（Donor）にアタマ差敗れ2着に終わった。29日にはローレンスリアライゼーションハンデキャップ（15/8マイル＝約2615.1メートル）に出走、馬券は126ポンド（約57.1キログラム）のファランクスが7対5（2.4倍）、114ポンド（約51.7キログラム）のコズミックが7対4（2.75倍）と人気を二分した。スタートすると、出走中唯一の牝馬スノーグース（Snow Goose、ベルデイムハンデ勝馬）の有利になるように、同厩舎のロイヤルレギオン（Royal Legion）が先頭に立ってハイペースで引っ張り、コズミックボムは3馬身離れた2番手に控えた。向正面でスカーロック騎手はコズミックボムを促し徐々に前を捕まえに行かせてロイヤルレギオンから先頭を奪うと、ファランクスも後方からあがってきてコズミックボムのすぐ後ろにつけた。ファランクスはいったんは外から追い抜いたものの、直線に入るとコズミックボムがじわじわ盛り返し、ファランクスを退け優勝した。スノーグースは3着、前哨戦の勝馬ドナーは4着だった。
この年の3歳牡馬戦線は混戦模様でチャンピオンが定まらなかった。10月11日のトレントンハンデキャップ（ガーデンステート競馬場）はニュージャージー州では最も高額賞金のレースで、「シカゴ・トリビューン」紙は、ダブルジェイとコズミックボムの対戦結果でチャンピオンシップの行方がはっきりするだろう、と評した。スカーロック騎手は序盤でコズミックボムを抑え、向正面から進出をはじめた。ダブルジェイはそのすぐ後ろにつけたものの、最後の直線ではコズミックボムがダブルジェイを4馬身突き放し、9ハロン（約1811メートル）を1分48秒2/5のトラックレコードで勝利した。しかもコズミックボムはトップハンデの120ポンド（54.4キログラム）を背負っていた。2着ダブルジェイの後ろは10馬身差がついた。AP通信は、この勝利はコズミックボムが3歳牡馬チャンピオンだと主張する勝利だ、と評した。続くローマーハンデキャップではトップハンデの128ポンド（約58.1キログラム）を背負って、ダブルジェイ（120ポンド≒54.4キログラム）を相手にアタマ差で勝った。
古馬との対戦となった10月31日のピムリコスペシャルでは、前「世界最高賞金収得馬」でこの年の年度代表馬となるアームドに先着し、2着にはいった。
この年の全米3歳牡馬チャンピオン選出の投票では、コズミックボムはローレンスリアライゼイションや、重ハンデを背負ったドレクセルハンデ、ディスカバリーハンデ、ロウマーハンデで同年代のクラシックホースを破ったこと、トレントンハンデでは9ハロンのコースレコードを出したことが評価され、3位の票を集めた。

## 種牡馬として

### 母の父として
母の父としては、牝駒コスマー（Cosmah）を通じて、トスマー（Tosmah、米2・3歳・古牝馬チャンピオン）、ヘイロー（Halo、北米種牡馬チャンピオン）など4頭のステークス勝ち馬を出した。詳細はコスマー参照。
1995年時点で、北米・イギリス・アイルランド・フランスでの合計で、母の父として716頭の産駒がおり、このうち412頭が勝ち馬になっている（勝ち上がり率は58％）。うち2歳戦で勝鞍をあげたものは133頭（19％）。ステークス勝ち馬は29頭。アーニングインデックス（AEI）は1.18、コンパラブルインデックス（CI）は1.39。

## 血統表
| コズミックボムの血統       | コズミックボムの血統            | コズミックボムの血統            | （血統表の出典）                | （血統表の出典） |
| 父系                       | ファラリス系                    | ファラリス系                    | ファラリス系                    | [ § 2 ]          |
| 父 Pharamond 黒鹿毛 1925   | 父の父Phalaris 黒鹿毛 1913      | Polymelus                       | Cyllene                         | Cyllene          |
| 父 Pharamond 黒鹿毛 1925   | 父の父Phalaris 黒鹿毛 1913      | Polymelus                       | Maid Marian                     |                  |
| 父 Pharamond 黒鹿毛 1925   | 父の父Phalaris 黒鹿毛 1913      | Bromus                          | Sainfoin                        | Sainfoin         |
| 父 Pharamond 黒鹿毛 1925   | 父の父Phalaris 黒鹿毛 1913      | Bromus                          | Cheery                          |                  |
| 父 Pharamond 黒鹿毛 1925   | 父の母Selene 鹿毛 1919          | Chaucer                         | St. Simon                       | St. Simon        |
| 父 Pharamond 黒鹿毛 1925   | 父の母Selene 鹿毛 1919          | Chaucer                         | Canterbury Pilgrim              |                  |
| 父 Pharamond 黒鹿毛 1925   | 父の母Selene 鹿毛 1919          | Serenissima                     | Minoru                          | Minoru           |
| 父 Pharamond 黒鹿毛 1925   | 父の母Selene 鹿毛 1919          | Serenissima                     | Gondolette                      |                  |
| 母 Banish Fear 黒鹿毛 1932 | 母の父Blue Larkspur 鹿毛 1926   | Black Servant                   | Black Toney                     | Black Toney      |
| 母 Banish Fear 黒鹿毛 1932 | 母の父Blue Larkspur 鹿毛 1926   | Black Servant                   | Padula                          |                  |
| 母 Banish Fear 黒鹿毛 1932 | 母の父Blue Larkspur 鹿毛 1926   | Blossom Time                    | North Star                      | North Star       |
| 母 Banish Fear 黒鹿毛 1932 | 母の父Blue Larkspur 鹿毛 1926   | Blossom Time                    | Vaila                           |                  |
| 母 Banish Fear 黒鹿毛 1932 | 母の母Herodiade 芦毛 1923       | Over There                      | Spearmint                       | Spearmint        |
| 母 Banish Fear 黒鹿毛 1932 | 母の母Herodiade 芦毛 1923       | Over There                      | Summer Girl                     |                  |
| 母 Banish Fear 黒鹿毛 1932 | 母の母Herodiade 芦毛 1923       | Herodias                        | The Tetrarch                    | The Tetrarch     |
| 母 Banish Fear 黒鹿毛 1932 | 母の母Herodiade 芦毛 1923       | Herodias                        | Honora                          |                  |
| 母系(F-No.)                | (FN:14-f)                       | (FN:14-f)                       | (FN:14-f)                       | [ § 3 ]          |
| 5代内の近親交配            | Cyllene: S4xS5 St. Simon: S4xS5 | Cyllene: S4xS5 St. Simon: S4xS5 | Cyllene: S4xS5 St. Simon: S4xS5 | [ § 4 ]          |
| 出典                       | 1. 2. 3. 4.                     | 1. 2. 3. 4.                     | 1. 2. 3. 4.                     | 1. 2. 3. 4.      |